# Victorino Márquez Bustillos
Victorino Márquez Bustillos (Guanare, 2 novembre 1858 – Caracas, 10 gennaio 1941) è stato un politico venezuelano.

## Biografia
Era il figlio di Victorino Márquez e di Virginia Bustillos. Sposò Enriqueta Iragorry Briceño. La sua carriera ebbe inizio a Trujillo, sotto la protezione dei signori della guerra Juan Bautista Araujo e Leopoldo Baptista.
Fu direttore del quotidiano El Trujillano (1877-1887) e deputato per il grande stato di Los Andes nel 1890. Nel 1892, pur essendo il presidente provvisorio di tale organizzazione federale e cugino di secondo grado di Raimundo Andueza Palacio, si unì alla Rivoluzione legalista comandata da Joaquín Crespo, che nel 1893 lo promosse a generale di brigata. Dal 1902 a 1904 ricoprì il ruolo di Segretario del Governo di Stato di Trujillo, oltre ad essere deputato dell'Assemblea dello Stato del di Trujillo (1904-1906), e segretario del governo di stato di Zulia nel 1909.
Nel mese di aprile 1914, Juan Vicente Gómez fu eletto a Presidente del Congresso (1915-1922), ma decise di non assumere la presidenza, rimanendo a Maracay come comandante in capo dell'esercito nazionale. In queste circostanze, Márquez Bustillo, venne nominato presidente provvisorio della Repubblica, carica che mantenne per i successivi 7 anni.
Nel 1924 si propose come rappresentante diplomatico presso la Santa Sede, ma problemi personali gli impedirono di presentare le credenziali. 
Nel 1941 disse addio alla politica e alla vita pubblica e si ritirò nella sua casa a Caracas, dove morì il 10 gennaio 1941.